# In the Jungle Groove
In the Jungle Groove kompilacijski je album od američkog skladatelja, producenta i pjevača Jamesa Browna, objavljen 1986.g. od diskografske kuće "Polydor Records".
Materijal na albumu sastoji se od Brownove popularne glazbe iz vremena 1969. – 1972. godine. Sadrži i veliki singl hit iz 1969. "Funky Drummer" i neke prethodno ne objavljene skladbe.
Na reizdanju albuma In the Jungle Groove iz 2003.g. dodana je bonus skladba "Blind Man Can See It" iz filma Black Caesar. Iste godine album se našao na 330 mjestu popisa "500 najboljih albuma za sva vremena" od "Rolling Stone" časopisa.

## Popis pjesama
1. "It's a New Day" (Brown) – 6:15
2. "Funky Drummer" (Brown) – 9:13
3. "Give It Up or Turnit a Loose (Remix)" (Bobbit) – 6:09
4. "I Got to Move" (Brown) – 7:12
5. "Funky Drummer (Bonus Beat Reprise)" (Brown) – 2:54
6. "Talkin' Loud and Sayin' Nothing (Remix)" (Brown, Bobby Byrd) – 7:40
7. "Get Up, Get into It, Get Involved (Mono)" (Brown, Byrd, Lenhoff) – 7:05
8. "Soul Power (obrađena) (Mono)" (Brown) - 8:07
9. "Hot Pants (She Got to Use What She Got to Get What She Wants)" (Brown) – 8:42
10. "Blind Man Can See It (Extended)" (Brown) - 7:19 (samo na reizdanju iz 2003.)